# Vladimír Weiss (labdarúgó, 1939)
Vladimír Weiss (Ruttka, 1939. szeptember 21. – 2018. április 23.) olimpiai ezüstérmes csehszlovák válogatott szlovák labdarúgó, hátvéd, edző.

## Pályafutása
A Lokomotíva Vrútky korosztályos csapatában kezdte a labdarúgást. 1958 és 1969 között ČH Bratislava (majd Inter Bratislava) együttesében szerepelt és egy csehszlovák bajnoki címet szerzett a csapattal. 1969–70-ben a Baník Prievidza játékosa volt, majd a Trnávka játékos edzőjeként fejezte be az aktív labdarúgást. 1964-65-ben három alkalommal szerepelt a csehszlovák válogatottban és tagja volt az 1964-es tokiói olimpián ezüstérmet szerző csapatnak. Edzőként meg dolgozott a Rapid Bratislava, a Slovenský Grob, a Pezinok és a Limbach együtteseinél.

## Családja
Fia Vladimír Weiss (1964) csehszlovák és szlovák válogatott labdarúgó, szövetségi kapitány, unokája Vladimír Weiss (1989) válogatott szlovák labdarúgó.

## Sikerei, díjai
Csehszlovákia
- Olimpiai játékok
  - ezüstérmes: 1964, Tokió

 ČH Bratislava
- Csehszlovák bajnokság
  - bajnok: 1958–59